# タムクアンの戦い
タムクアンの戦い（英: Tam Quan of Battle）は、ビンディン省（南ベトナム時代）タムクアン地域付近で行われた戦闘である。

## 背景
1967 年 11 月末、米軍情報部はベトナム人民軍（PAVN）第 3 師団第 22 連隊が Bồng Sơn 地域で作戦を開始しようとしていることを察知した。12月1日から4日にかけて、PAVNはハイウェイ1沿いのベトナム共和国軍（ARVN）の陣地を探査する攻撃を行ったが、米軍とARVN軍はPAVNの位置を特定することができなかった。

## 戦闘

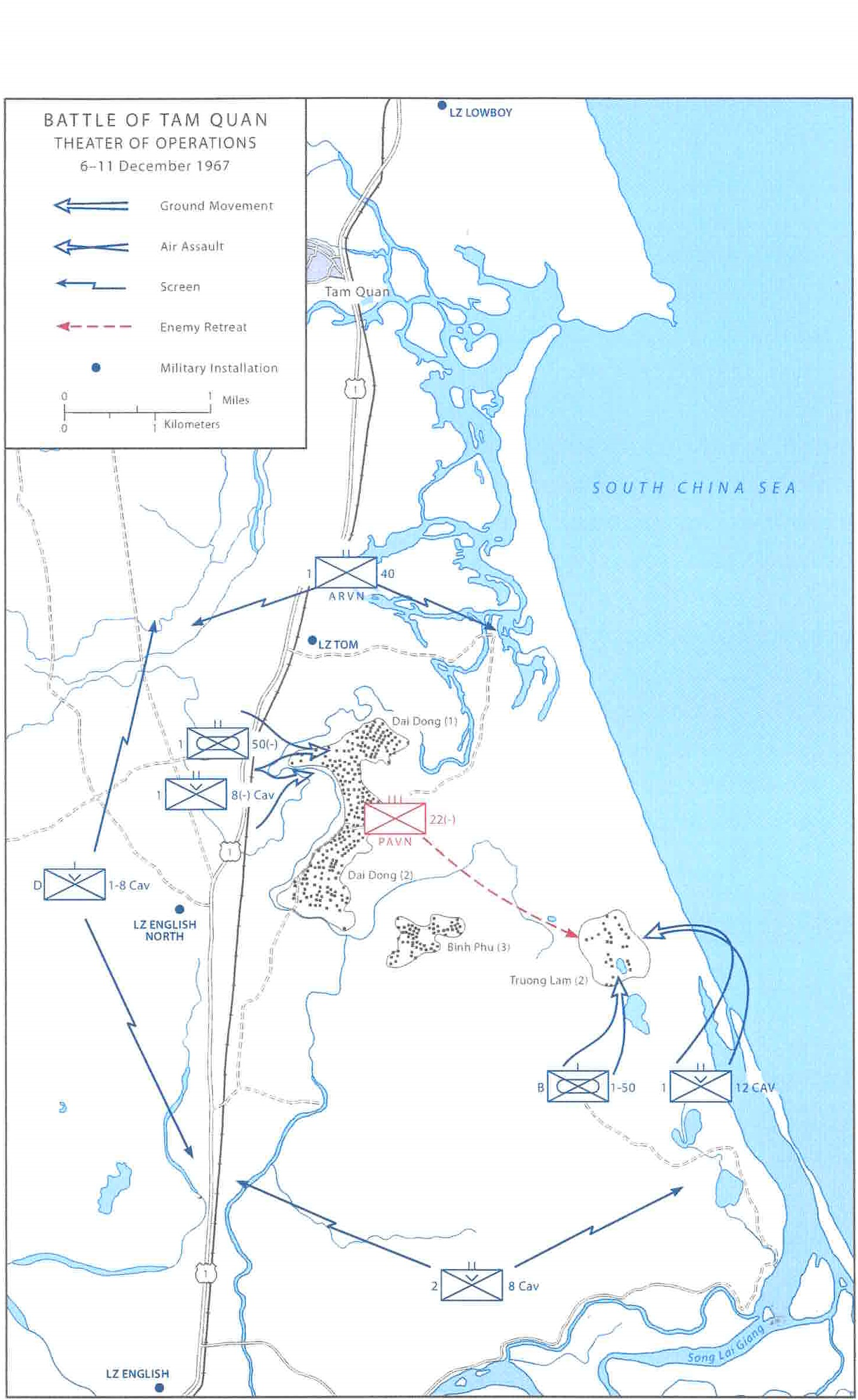
タム・クアンの戦い 1967 年 12 月 6 日～11 日

12月6日午後、第1騎兵師団第1旅団はDai Dong村付近のPAVN第22連隊司令部の位置に関する情報を入手し、第9騎兵連隊第1大隊（1/9）A部隊の航空偵察ヘリコプターが調査に派遣された。ヘリコプターは無線アンテナを見て発砲し、16時30分には航空ライフル隊が近くに着陸したが、すぐに敵の砲火に釘付けにされた。16:55にD部隊がA部隊を支援するために上陸したが、彼らもまた釘付けにされた。 
17時25分に第8騎兵連隊第1大隊（1/8th）に出撃命令が出され、18時までに近くに上陸して、英語着陸帯から前進してきた第50歩兵連隊第1大隊（1/50th）のACAV小隊と合流した。この合同部隊は21時までに1/9部隊を撤退させることができた。この部隊はその後、夜間境界線を設置した。 
12月7日朝7時25分から前日の交戦地はロケット弾と砲撃で攻撃され、9時15分にはA第18中隊とB・C第2第8中隊がヘリコプターで上陸し、第22師団ARVN第40連隊とともに周辺に包囲網を形成していた。第18師団は阻止部隊に向かって東進を開始したが、塹壕のPAVNから強い抵抗を受け、戦術的空爆と砲兵により陣地を軟化させるために後退した。14:06、1/8部隊のAとBは火炎放射器付きAPCの支援を受けて前進を再開し、PAVN陣地を突破し、2/8部隊は西に向かって攻撃を開始した。 
作戦は12月8日7時45分に再開され、C1/8中隊がB1/8中隊を救援した。8:15にPAVN陣地にCSガスが発射され、一部の兵士は逃亡を余儀なくされ、その兵士は砲撃の攻撃を受けた。航空偵察ヘリコプターは23名のPAVN兵士の死亡を確認した。時50分、1/50部隊、A中隊、C1/8部隊が掃討作戦を開始し、残存するPAVN陣地を破壊した。15:30までに掃討は完了し、部隊はLZ Englishに撤退を開始した。
12月10日5時、ARVN第40連隊第3大隊と第4大隊はPAVN第22連隊第8大隊の攻撃を受けたが、ガンシップと砲兵の支援により撃退された。夜明けからARVNはPAVN陣地への攻撃を続け、15時45分にD1/50中隊と合流して最終攻撃を行った。12月10日の朝、ARVNはTruong Lam (2) ( 14°29′35″N 109°04′41″E / 14.493°N 109.078°E) の村人が逃げているという報告を受け、B中隊とD第1騎兵連隊（1/12）はB中隊1/50と合流してTruong Lamを捜索することになった。10時55分に1/50部隊がTruong Lam(1)付近で激しい銃撃を受け、B中隊1/12部隊が右翼に展開し、C中隊1/12部隊が左翼にヘリコプターで上陸した。この連合軍は18:50に接触が切れるまで、PAVN陣地に3回攻撃を行った。 
12月11日朝、第12騎兵隊は砲兵準備に続いてTruong Lam（2）に突撃し、昼まで散発的な抵抗に遭った。日中、ARVN第40連隊は南ベトナム第3・第4海兵大隊と交代した。22:15にD中隊2/8騎兵隊が、南へ脱出しようとしたPAVN部隊数名を待ち伏せし、PAVN部隊を撃退した。 7
12月12日、ベトナム海兵隊、第12騎兵隊、D中隊1/50の連合軍がこの地域の掃討を開始した。10時55分にPAVN部隊と交戦し、その陣地を制圧した。 7 捜索と破壊活動は12月13日と14日に続けられたが、ほとんど接触はなかった。 
12月15日の朝、第12騎兵隊はPAVN第22連隊を発見し、その後1/50騎兵隊A中隊と合流した。空と砲の集中的な準備にもかかわらず、攻撃は撃退され、部隊はPAVN陣地を軟化させるため、さらに支援砲撃を行うために撤退した。日中、ARVN第40連隊、1/8騎兵B中隊、2/8騎兵A・D中隊はPAVNの周囲に阻止態勢を敷いた。
12月16日、A中隊とC1/50中隊はC1/12中隊に支援されてTruong Lam(1)の村を通って北に攻撃し、昼まで軽い抵抗にあった。AとDの2/8騎兵隊とCの1/50中隊は退却するPAVNを追跡した。 
12 月 19 日、An Nghiep 村付近の PAVN 第 22 連隊の位置について情報が入った。第9騎兵隊A部隊による空からの偵察で、無線アンテナと大きな掩蔽壕を発見した。14:08にD中隊2/8騎兵隊がヘリコプターで上陸し、直ちにPAVN部隊と交戦した。D中隊は空爆と砲撃を可能にするために接触を断ち、さらに3中隊が南と西にヘリコプターで着陸し、阻止態勢を確立した。砲撃と空爆は夜通し続けられ、翌朝B中隊2/8がAn Nghiepを掃討し、破壊されたPAVNの壕からの抵抗はなかった:。

## その後
第 2/8 騎兵隊はアン・ギエップに3日間留まり、掩蔽壕を破壊し、PAVNの死者と武器を回収している。 :10